# Lutrško Selo
Lutrško Selo je naselje u slovenskoj Općini Novom Mestu. Lutrško Selo se nalazi u pokrajini Dolenjskoj i statističkoj regiji Jugoistočnoj Sloveniji. 

## Stanovništvo
Prema popisu stanovništva iz 2002. godine naselje je imalo 155 stanovnika.